# Wandelstok

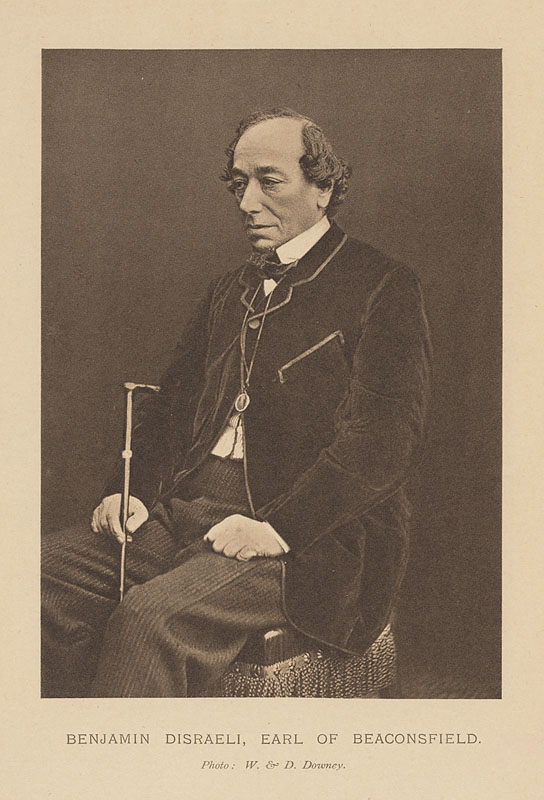
Benjamin Disraeli met wandelstok

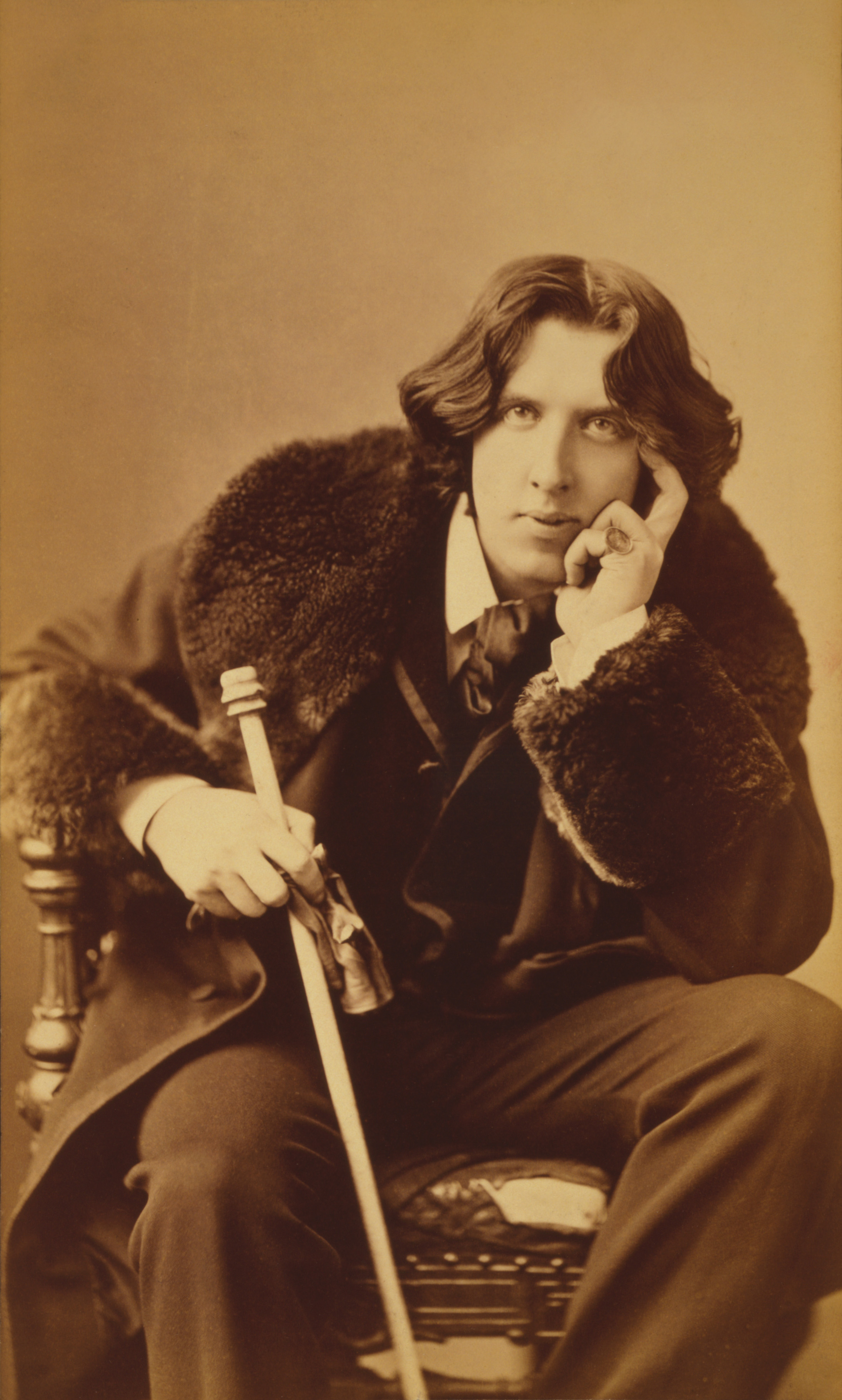
Oscar Wilde met wandelstok

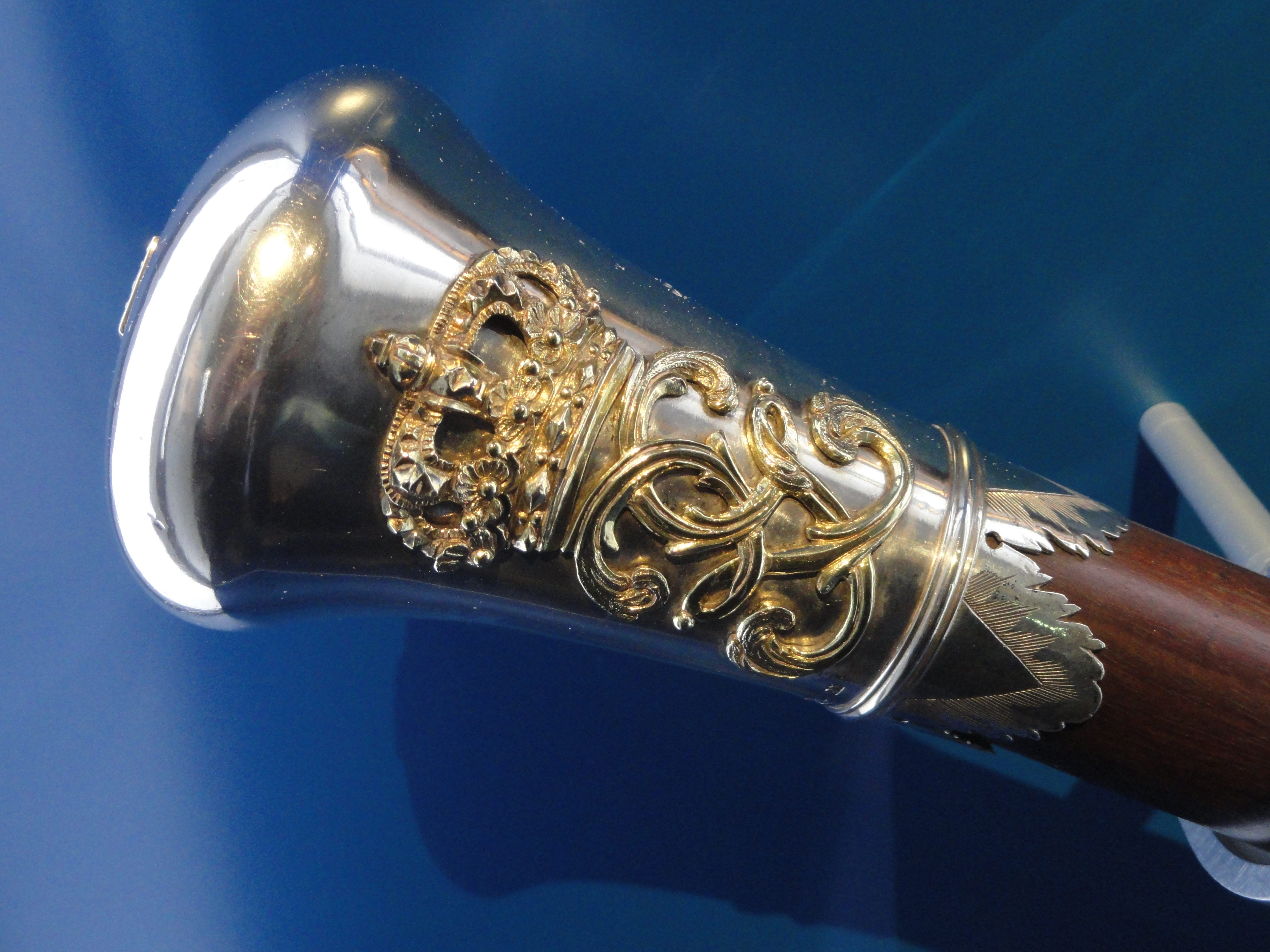
Zilveren knop op Finse wandelstok (1773)

Een wandelstok is van oorsprong een stok die voor wandelen wordt gebruikt. Wandelstokken worden inmiddels voor verschillende doeleinden gebruikt. Zij worden gemaakt van hout (in de 18e eeuw van letterhout), bamboe, metaal of kunststof, zoals carbon.

## Gewone wandelstok
De gewone wandelstok is een houten stok die wordt gebruikt om het lopen te vergemakkelijken, als extra steun tegen omvallen, en in schuine stand als extra steun om zich enigszins af te zetten tegen de grond, ook als de gebruiker goed ter been is. In de negentiende en eerste helft van de twintigste eeuw was de wandelstok een statussymbool voor heren uit de betere stand. Veelal hadden de dure exemplaren een zilveren of ivoren knop bovenop. Zowel oudere als jongere heren liepen daarmee op straat, niet omdat ze de stok nodig hadden maar louter als versiering. Soms werden ze ook gebruikt als verdediging tegen bijvoorbeeld aanvallen van honden of ongewenste individuen.

## Bijzondere wandelstokken
Sommige stokken dienen niet alleen ter ondersteuning, maar hebben een, soms noodzakelijke, functie.
BlindenstokEen blindenstok dient als hulpmiddel voor blinden en slechtzienden om de weg te kunnen vinden. Deze stok is wit met een paar rode ringen, zodat de gebruiker als blinde of slechtziende herkenbaar is. Aangezien de gebruiker er meestal niet op hoeft te steunen en er onbedoeld schade mee zou kunnen aanrichten, is het meestal een lichte stok van verend materiaal.
KrukDe kruk is een medisch hulpmiddel ter ondersteuning van iemand die slecht ter been is. Door een kruk wordt men onder de oksels of de onderarm ondersteund. Een gewone wandelstok heeft voor veel mensen de functie van een kruk. Er bestaan stokken met een uitklapbaar stoeltje waarop de gebruiker korte tijd kan rusten (shooting stick).
ParapluEen gewone paraplu is een wandelstok met ingebouwd regenscherm.
ToneelrekwisietSoms hebben wandelstokken geen functie, maar worden zij uitsluitend gebruikt als rekwisiet, bijvoorbeeld door Charlie Chaplin met zijn bamboestok.
VerzamelobjectIn het begin van de twintigste eeuw ontwikkelde zich een speciale wandelstokcultus. Zo zijn er wandelstokken met onder het handvat een geheim flesje jenever in geval van dorst tijdens de wandeling, of een naaigarnituur.  Er waren zelfs wandelstokken met een dierenkop als knop (bijvoorbeeld een hond of een ezel). Door op een verborgen knopje te drukken puilden de ogen uit en ging de bek open waarin een paar muntstukken verborgen zaten zodat men bijvoorbeeld de koetsier, de krantenjongen op straat of de garderobe-dame in het theater een fooi kon geven.
Dergelijke functionele wandelstokken zijn inmiddels gewilde en kostbare verzamelobjecten geworden.
SouvenirIn toeristische gebieden worden vaak kleine metalen schildjes (stocknagels) verkocht, die op een houten wandelstok kunnen worden gespijkerd, als aandenken aan een wandeltocht of vakantie.
GoastokIn Twente is de goastok bekend, die wordt gemaakt van een tak die door een slingerplant in een spiraalvorm geforceerd is. Deze wordt ook wel als souvenir verkocht.
WapenEr bestaan wandelstokken in twee delen, waarbij een steekwapen bevestigd is aan het handvat. Door het handvat uit de stok te trekken, ontbloot zich een soort degen als steekwapen voor zelfverdediging, mocht men tijdens een wandeling worden aangevallen.
EretekenWandelstokken en ceremoniële staven zijn in veel culturen gebruikt als teken van waardigheid. Denk aan de Maarschalkstaf of admiraalstaf. De moderne Zuid-Afrikaanse Orde van de Strijdmakkers van O.R. Tambo kent als een van de onderscheidingstekens een fraai bewerkte wandelstok. De uit donker inheems hout gesneden stok is een teken van waardering voor de ondervonden steun en tegelijkertijd ook een verplichting om de drager te steunen en te ondersteunen.
PrikpenEen prikpen is een wandelstok met aan de onderkant een ijzeren pen die ervoor zorgt dat mensen grip hebben. Prikpennen worden vooral gebruikt voor bergroutes, omdat een berg rotsen en barsten heeft waardoor mensen geen houvast hebben. De ijzeren pen wordt in de rots gestoken om niet uit te glijden.
LanglaufenBij langlaufen gebruikt men prikpennen, die ook wel stokken worden genoemd. De stokken hebben dezelfde functie, ze worden in de sneeuw of het hardbevroren ijs geprikt zodat mensen zich gemakkelijker staande kunnen houden.
MilieuSommige prikpennen hebben een andere functie: ze worden gebruikt om zwerfafval, zoals papier en bladeren, op te ruimen. De ijzeren pen wordt in het papier of blad gestoken, dat vervolgens in de vuilniszak wordt gedeponeerd. Ze worden vooral in parken en recreatiegebieden gebruikt om de natuur schoon te houden.
PolesBij Nordic walking worden poles gebruikt, dat zijn aangepaste skistokken. De pole weegt tussen de 150 en de 300 gram. De lengte van de pole is tussen de 100 en de 135 centimeter. Een pole bestaat uit de volgende onderdelen:
- De strap of lus: De verbinding tussen de hand en de pole. De strap zorgt dat de positie van de pole zich precies tussen de duim en de wijsvinger bevindt. Op de strap kan de Nordic walker kracht uitoefenen en de pole moet niet los raken tijdens het lopen.
- Het handvat wordt vastgehouden als de pole recht in de grond staat. Het handvat wordt gemaakt van kunststof, foam of kurk.
- De spike is de scherpe punt onderaan de pole. Tijdens Nordic walking wordt de punt in de grond gezet en zet de Nordic walker zich ermee af. Bij harde ondergronden gebruikt de Nordic walker een dop die hij op de spike zet.
- De teller (het "kapje") zit zo'n 5 centimeter boven de punt van de spike, om te voorkomen dat de pole té diep de grond in gaat.
- De steel is gemaakt van koolstof of een aluminiumlegering. Bij sommige stelen is de lengte aan te passen.

SkistokkenPrikstokken die worden gebruikt bij het skiën